# 真砂勝美
真砂 勝美（まさご かつみ、11月28日 - ）は、日本の元男性俳優、声優。東京都出身。血液型A型。
以前はカメレオンハウスに所属していたが、現在はカイロプラクティック1010（せんじゅ） 代表。現在名、眞砂 勝美（本名、読み同じ）。

## 略歴
- 2008年　日本カイロプラクティックドクター専門学院卒業
- 2007年　バイオフィジックスセミナー修了
- 2007年　AKテクニックセミナー修了
- 2008年　アクチベーター・アドバンスセミナー修了
- 2009年　ブロックテクニックセミナー修了

経歴として、ホテルマン、俳優（舞台、声優、TV等）、軽天工、介護ヘルパーなど

## 出演作品
※太字はメインキャラクター。

### テレビアニメ
1989年
- らんま1/2

1991年
- 人魚姫 マリーナの冒険（男、イトマキエイ、大タコ、鯨、オーカス、バラクーダ）

1992年
- クッキングパパ（釣人、魚屋、八百屋、船頭、サルサマスク）
- 楽しいムーミン一家 冒険日記（部下、村人、盗賊A）

1994年
- D・N・A² 〜何処かで失くしたあいつのアイツ〜（不良2）

1996年
- 天空のエスカフローネ（賞金稼ぎA、兵B、魔道士E）
- ハーメルンのバイオリン弾き（客、兵士）

1997年
- 深海伝説MEREMANOID（ベーテ、サガ、ガーンズロック）
- HARELUYA II BØY（マッドサタンリーダー）
- みすて♡ないでデイジー（カラオケの客）

1998年
- サイレントメビウス（スーツ幹部、政府公報、自警団、バレクス・マナヴィダン、広報船アナ、ストルスケロス）
- 影技 SHADOW SKILL（セブティア、親玉、ウノ、クラック）

1999年
- 仙界伝 封神演義（将軍、仙人、長老、霊獣王、通天教主、南宮适、赤精子）
- パワーストーン（胴元、ディーラー、サイケ、剣太郎、ホルタ）

2001年
- シスター・プリンセス（黒服A）

### OVA
1990年
- 機動警察パトレイバー 後期OVAシリーズ
- デビルマン妖鳥死麗濡編

1991年
- めぞん一刻　番外編 一刻島ナンパ始末記（船の客たち）

1992年
- 有閑倶楽部2 -香港より愛をこめて-

### デジタルアニメ
2002年
- 汝子校戰艦シンフォニア（鬼山九尾）

### ゲーム
1997年
- アルナムの翼 焼塵の空の彼方へ（ギュロス、サザ爺）
- 悠久幻想曲（エンフィールド学園の校長、手下A）

1999年
- 真・魔装機神 PANZER WARFARE（フルカス＝クルツ＝カンビエ）
- 悠久幻想曲 ensemble2（魔術師組合の長、住民C）
- Lord of Fist

2001年
- SIMPLE1500シリーズ Vol.81 THE 恋愛アドベンチャー 〜おかえりっ!〜（板東武士）※PS
- 仙界通録正史 〜TVアニメーション仙界伝封神演義より〜（通天教主）

### 吹き替え
1997年
- Pippi Longstocking（長くつ下のピッピ）（マイティ・アドルフ）※13話

### 特撮
- 不思議少女ナイルなトトメス 第21話、第22話（1991年5月26日、6月2日、フジテレビ） 場内整理のガードマン 役

### 舞台
- 童Ri夢2000（2000年、カメレオンハウス、銀座博品館劇場）

### CDドラマ
- 深海伝説マーメノイド〜哀しみ里・霊峰山のふたり〜
- WILD HALF ドラマアルバム Encounter1
- WILD HALF ドラマアルバム Encounter3（ロッジの主人、獣医）
- OVA-CDドラマコレクション 最遊記（男泥人形）
- D-XHIRD（ディ・サード）（セシルの父親）
- 真説サムライスピリッツ 武士道烈伝（サノウク）
- THE KING OF FIGHTERS '97 〜激突編〜（男D）
- 侍魂-SAMURAI SPIRITS-（巌陀羅）
- SAMURAI SPIRITS 2 アスラ斬魔伝（巌陀羅）
- THE KING OF FIGHTERS '98（カジノのディーラー）
- 仙界伝封神演義外伝第壱章（通天教主、霊獣）
- 仙界伝封神演義外伝第弐章（兵士）
- 仙界伝封神演義外伝第参章（助手、側近の兵）
- ドラマCD Lord of Fist〜拳王伝〜（ラオ）
- 悠久幻想曲 2nd Album DRAMA CD Vol.2（長官）
- ストリートファイターEX ドラマCD（プルムの執事）
- ストリートファイターEX2 ドラマCD（ほくとの父）
- クーデルカ（長老）
- スーチー・ドラマシアター「ミラクルアナザーワールド！PART I 江戸時代編」（八つぁん）
- スーチー・ドラマシアター「ミラクルアナザーワールド！PART II 原始時代編」（原始人チキ）

### ラジオドラマ
- 千葉繁のスパイラルワールド（桑原義一郎）

### CD
- 真説サムライスピリッツ武士道烈伝 DRAMA CD
- THE KING OF FIGHTERS '97 〜激突編〜 DRAMA CD
- 侍魂-SAMURAI SPIRITS- DRAMA CD
- THE KING OF FIGHTERS '98 DRAMA CD
- SAMURAI SPIRITS 2 アスラ斬魔伝 DRAMA CD
- バーストマン 愛しのソングブック Vol.1